# Без чувств
«Без чувств» (англ. Senseless) — кинофильм Пенелопы Сфирис о приключениях студента Дэрилла Уизерспуна.

## Сюжет
Дэррил Уизерспун, гений-экономист из гетто, учится в колледже, и чтобы материально помочь своей многодетной матери-одиночке, а также решить собственные финансовые проблемы, берётся за любую работу: водит экскурсии по колледжу, моет посуду, подрабатывает в лаборатории. Дэррил стремится устроиться в престижную финансовую компанию Smythe Bates (Смайт Бэйтс), которая раз в год после предварительного конкурса приглашает одного из учеников колледжа к себе на работу на должность аналитика-стажёра, но у него есть серьёзный конкурент — богатенький сын влиятельного брокера Скотт Торп, возглавляющий много лет студенческий клуб. Для того, чтобы получить возможность попасть в пятёрку финалистов, Дэррилу необходимо вступить в студенческий клуб, который возглавляет Скотт, а также добиться успехов в спорте, в чём ему помогает его друг-хоккеист Тим, вечно ищущий себя в какой-нибудь субкультуре.
При попытке вступить в клуб Дэррил знакомится с Дженис. После того, как Скотт отказался принять его в клуб, попытки добиться успехов в хоккее не увенчаются успехом, а денег совсем не осталось, он решает принять участие в эксперименте «препарата 563», который должен многократно усилить все органы чувств. В первый день принятия препарата, в день контрольной, которая должна была определить пятерых финалистов, которые пройдут в финал конкурса на должность аналитика-стажёра в компании Smythe Bates, Дэррил не справляется с изменениями в организме и срывается, что также является побочным эффектом первого применения препарата, ввиду того, что нервные окончания не успели адаптироваться к усилению. В итоге контрольная оказалась провалена. Дэррил обращается к доктору, создавшему данный экспериментальный препарат, с жалобами на зуд в заднем проходе и трудностями в управлении полученными чувствами. Доктор объясняет ему, что это всё пройдет, что когда организм привыкнет ко всем изменениям, будет достигнуто желаемое — все 5 чувств усилятся. Когда Дэрилл справляется со своими новыми способностями, его жизнь потихоньку налаживается.
Использовав свои новые «супер-чувства», Дэррил производит впечатление на организатора конкурса Рэнделла Тайсона и остальное жюри, и становится шестым финалистом, также его принимают в студенческий клуб, берут в хоккейную команду и ему удаётся завоевать сердце Дженис, которую он вскоре даже знакомит с матерью и своими многочисленными братьями и сестрами. Тим начинает переживать за друга, полагая, что тот принимает наркотики. Однако окрылённый своими успехами Дэрилл вопреки инструкциям доктора решает превысить дозу препарата, думая, что это сделает его только сильнее. Наутро его чувства работают в обратную сторону: одно из пяти чувств будет попеременно отключаться в то время, как остальные будут работать в обычном режиме. Доктор утверждает, что этот побочный эффект продлится до трёх дней, и когда препарат выйдет из организма, Дэррил сам это поймёт. Но у Дэррила нет времени ждать: через три дня будет решающий конкурс, который определит победителя конкурса на должность аналитика-стажёра.
«Благодаря» побочному эффекту препарата, Дэррил несколько раз позорится перед Тайсоном, а также ругается с Дженис, которая застаёт его бесчувственного в постели с «первой девушкой колледжа» Лорейн. Тим пытается избавить друга от наркозависимости, но в последний момент Дэррил объясняет Тиму ситуацию и просит от него поддержки. Тем не менее, побочный эффект позволяет Дэррилу выдержать и проигнорировать попытки Скотта унизить его перед всеми. Придя домой к Дженис и потеряв в этот момент зрение, Дэррил пытается извиниться перед ней и признаётся в любви. Обретя снова способность видеть, Дэррил обнаруживает, что признавался в любви Тайсону, и что тот является отцом Дженис. Девушка отвергает Дэррила, и последнему остаётся лишь провести всё оставшееся время в усердной подготовке к конкурсу.
В то время, как отец Скотта нанял для сына компетентных специалистов для помощи в подготовке и снял конференц-зал, Дэррил отправляется к Тиму в байк-клуб, чтобы он и его друзья помогли ему. Измождённый под конец ночи Дэррил никак не может понять один экономический график, на что Тим просит его немного отдохнуть и положиться на удачу. На следующий день, приехав к зданию компании Smythe Bates, Дэррил вдруг теряет зрение, и его обворовывает бродяга, а продавец в магазине костюмов подшучивает над ним, надев на него неформальный золотой костюм. Придя, наконец, в здание, Дэррил заходит в туалет. Потеряв чувствительность, он не успевает дойти до туалета, и понимает, что препарат, наконец, покинул его организм. Он собирается с мыслями и отправляется на экзамен.
Мать Дэррила приходит, чтобы поддержать сына, однако Дженис нет. Это расстраивает героя, но он блестяще справляется с вопросами, выйдя в финал вместе со Скоттом. На последний вопрос, перебив Дэррила, отвечает Скотт, но он не может обосновать свой ответ. В это время в зал приходят Тим и Дженис, и Дэррил объясняет ответ Скотта на примере графика, который он не мог понять во время подготовки. Дэррил выигрывает конкурс и получает место аналитика-стажёра. Мучимый совестью, он заявляет, что выйти в финал ему помог экспериментальный препарат, что очень расстраивает жюри. Совет директоров принимает решение не брать в этом году нового сотрудника. Тайсон предлагает Дэррилу повторить свой собственный путь и начать карьеру с работы в почтовом отделении Smythe Bates, обещая помочь ему с трудоустройством. Год спустя Дэррил получает место аналитика-стажёра. Они с Дженис встречаются, Тим завёл роман с Лорейн, а своей матери Дэррил предлагает переехать в престижные апартаменты в хорошем районе, а точнее, на Ист-Сайд.

## В ролях
- Марлон Уэйанс — Дэррил Уизерспун
- Дэвид Спейд — Скотт Торп
- Мэттью Лиллард — Тим ЛеФлор
- Брэд Дуриф — д-р Томас Уидон
- Тамара Тейлор — Дженис Тайсон
- Рип Торн — Рэнделл Тайсон
- Эстер Скотт — Дениз Уизерспун
- Патрик Юинг — в роли самого себя
- Грег Грюнберг — Стив, комментатор
- Шерман Хемсли — швейцар в Смит-Бэйтс
- Грант Фюр — хоккеист, дублёр Дэррила

## Музыка
1. зрение
2. слух
3. вкус
4. обоняние
5. осязание

Трек Senseless был выпущен 10 февраля 1998 года студией Gee Street Records.
1. «Busy Child» — The Crystal Method
2. «Song for Lindy» — Fatboy Slim
3. «Absurd» — Fluke
4. «Alone» — Moby
5. «Do You Want to Freak?» — The Freak Brothers
6. "«The Unexplained» — Gravediggaz
7. «Graciosa» — Moby
8. «Reeferendrum» — Fluke
9. «Set Back» — Fluke
10. «Jungle Brother (True Blue)» — Jungle Brothers
11. «Spacefunk» — Headrillaz
12. «Perfect for You» — P.M. Dawn
13. «Atom Bomb» — Fluke
14. «Look Around My Window» — Ambersunshower
15. «Mucho Dinero» — Yankee B.
16. «Movin' on Up» (Theme Song from «The Jeffersons» (1975)) — Ja'net Dubois
17. «Smash the State» — Naked Aggression
18. «Gotta Be … Movin' on Up» — Prince Be, Ky-Mani, and John Forté